# Situations EP
Situations es el segundo EP de la banda de rock estadounidense Escape the Fate publicado por el sello discográfico Epitaph el 20 de noviembre de 2007. Consta de 3 pistas que también aparecen en el álbum Dying Is Your Latest Fashion, el sencillo "Situations" y dos versiones remasterizadas de las canciones "Make Up" y "As you're Falling Down". Fue el último lanzamiento que hizo Ronnie Radke antes de que dejase la banda y posteriormente ingresara a prisión en 2008.

## Listado de canciones
Todas las canciones escritas y compuestas por Escape the Fate. 
| N.º | Título                                    | Duración |  |
| 1.  | «Situations (versión del álbum)»          | 3:07     |  |
| 2.  | «Make Up (Look you Best) (remasterizada)» | 3:28     |  |
| 3.  | «As You're Falling Down (remasterizada)»  | 3:26     |  |
| 4.  | «Situations (video)»                      | 3:31     |  |

## Personal
- Ronnie Radke - voces, guitarra adicional, teclados, programación.
- Bryan Money - guitarra principal, coros.
- Omar Espinosa - guitarra rítmica, coros.
- Max Green - bajo, coros.
- Robert Ortiz - batería, percusión.